# Elecciones presidenciales de Burundi de 1984
Las elecciones presidenciales de Burundi fueron realizadas por primera vez en julio de 1984. En aquellas elecciones, el presidente Jean-Baptiste Bagaza, perteneciente a la Unión para el Progreso Nacional (en entonces el único partido legal del país) fue el único candidato en postularse al cargo, obteniendo una arrolladora victoria con un 99.63% de los votos. La participación electoral fue de un 98.3%.

## Resultados
| Candidato               | Partido                         | Votos     | %    |
| ----------------------- | ------------------------------- | --------- | ---- |
| Jean-Baptiste Bagaza    | Unión para el Progreso Nacional | 1.752.579 | 99.6 |
| En contra               | En contra                       |           | 0.4  |
| Votos en blanco/nulos   | Votos en blanco/nulos           |           | -    |
| Total                   | Total                           | 1.758.804 | 100  |
| Participación electoral | Participación electoral         | 1.788.493 | 98.3 |
| Fuente: Nohlen et al.   |                                 |           |      |